# Université de technologie de Troyes
Université de technologie de Troyes (UTT) – uniwersytet techniczny we Francji, w Troyes, założony w 1994 roku. Uczelnia liczy około 2600 studentów, 175 doktorantów oraz 154 pracowników naukowych.
W 2012 roku UTT zajęło 7. miejsce w rankingu francuskich uczelni technicznych (écoles d'ingénieurs) opublikowanym przez czasopismo L'Étudiant.
Jest to jeden z trzech uniwersytetów technicznych we Francji, obok université de technologie de Compiègne (UTC) oraz université de technologie de Belfort-Montbéliard (UTBM).